# Daniel J. Morrell
Il piroscafo Daniel J. Morrell è stato una nave da carico che prestò servizio sui Grandi Laghi dalla sua costruzione nell'agosto del 1906 al suo naufragio il 29 novembre 1966 in una tempesta di burrasca sul lago Huron, che causò la morte di 28 dei suoi 29 membri dell'equipaggio. La nave da carico veniva utilizzata per trasportare carichi alla rinfusa come minerale di ferro. Quando fu costruita nel 1906, fu nominata "Queen of the Lakes", essendo la nave più lunga (184 m) allora in servizio sui Grandi Laghi.

## Etimologia del nome
La nave prese il nome da Daniel Johnson Morrell, sovrintendente generale e direttore della Cambria Iron Company, nonché rappresentante degli Stati Uniti della Pennsylvania.

## Storia
La Daniel J. Morrell fu costruita a West Bay City, Michigan, dalla West Bay City Shipbuilding Company, per la Cambria Steamship Company, la divisione marittima della Cambria Iron Company e varata il 22 agosto 1906. La Cambria noleggiò sia la Daniel J. Morrell che la sua nave gemella, la Edward Y. Townsend, per la M. A. Hanna Company, una delle società di navigazione con maggiore esperienza sui laghi. Nel 1930, la Daniel J. Morrell e la Edward Y. Townsend passarono sotto la direzione della Bethlehem Transportation Corporation.

### Il naufragio
Durante l'ultimo viaggio della stagione con la gemella Edward Y. Townsend, la Daniel J. Morrell fu sorpresa da venti superiori a 70 mi/h (110 km/h) e mareggiate che superarono l'altezza del mercantile (da 6,1 a 7,6 m). Durante le prime ore del mattino del 29 novembre 1966, il capitano della Edward Y. Townsend prese la decisione di rifugiarsi nel fiume St. Clair, lasciando la Daniel J. Morrell da sola sulle acque a nord di Pointe Aux Barques, Michigan, diretta verso Thunder Bay. Alle 02:00, la nave iniziò l'inabissamento, costringendo l'equipaggio a spostarsi sul ponte, da cui molti si lanciarono verso la morte nelle acque del lago Huron a 34 °F (1 °C) . Alle 02:15, la nave si spezzò a metà, mentre l'equipaggio rimasto sulla prua salì su una lancia di salvataggio. Mentre aspettavano che la prua sprofondasse, uno di loro gridò che aveva visto un bastimento diretto verso di loro a sinistra della prua. Qualche istante dopo, si scoprì che l'oggetto incombente non era un'altra nave, ma la sezione di poppa della Daniel J. Morrell, che sfrecciava verso di loro sotto la potenza del motore. La prua poi sprofondò insieme alla scialuppa nelle acque gelide del lago. Lo scrittore statunitense William Ratigan descrisse la poppa "come una grande bestia ferita con la testa tagliata" (in inglese "like a great wounded beast with its head shot off").
Non fu trasmessa alcuna chiamata di soccorso, visto che naufragò improvvisamente tra onde di 6 metri e venti a 97 chilometri all'ora.
In effetti, ci si chiedeva se la Morrell avesse dovuto trovarsi sul lago Huron durante questa tempesta. Era una delle uniche due navi che non si erano riparate. L'altra nave rimase bloccata nella tempesta, poiché si riteneva che il suo bordo avrebbe causato un capovolgimento. Dalla perdita furono apprese due lezioni: che l'ipotermia è la principale causa di morte dei marinai e che le scialuppe di salvataggio sulle gruette sono solo "decorazioni di facciata", in gran parte inutili in un mare così turbolento.

#### Risposta all'emergenza
La scomparsa della Daniel J. Morrell non venne denunciata fino alle 12:15 del pomeriggio successivo, il 30 novembre, poiché la nave era in ritardo alla sua destinazione, Taconite Harbor, nel Minnesota. La Guardia Costiera degli Stati Uniti d'America emise un avviso di "attenzione" e invitò diverse unità e aerei a ricercare il mercantile scomparso.
Intorno alle 16:00 del 30 novembre, un elicottero della Guardia Costiera individuò l'unico sopravvissuto, il guardiano 26enne Dennis Hale, quasi congelato e a bordo di una lancia di salvataggio incagliata con i corpi di tre dei suoi compagni di equipaggio che erano riusciti a salire a bordo, ma morirono uno dopo l'altro. Hale sopravvisse per quasi 14 ore a temperature gelide indossando solo un paio di boxer, un giubbotto di salvataggio e un Caban perciò, in seguito, subì più di una dozzina di interventi chirurgici..
Il relitto venne ritrovato a 67 m di profondità con le due sezioni a 8 km di distanza.

#### Conseguenze
La forza distruttiva delle onde e dei venti di novembre fu un fattore importante in questa perdita, come in molti incidenti simili avvenuti sui Grandi Laghi. L'indagine della Guardia Costiera sul naufragio della Daniel J. Morrell concluse che la nave si spezzò a metà a causa del fragile acciaio utilizzato nello scafo, un "problema comune" nelle navi costruite prima del 1948.

#### Destino dell'equipaggio
I resti dei 26 su 28 membri dell'equipaggio dispersi furono recuperati, la maggior parte nei giorni successivi all'inabissamento, mentre altri fino a maggio dell'anno successivo. I due uomini i cui corpi non furono mai recuperati furono dichiarati legalmente morti nel maggio 1967. L'unico sopravvissuto del naufragio, Dennis Hale, morì di cancro il 2 settembre 2015, all'età di 75 anni.